# Joseph Khoury
 (novembre 2016).
Si vous disposez d'ouvrages ou d'articles de référence ou si vous connaissez des sites web de qualité traitant du thème abordé ici, merci de compléter l'article en donnant les références utiles à sa vérifiabilité et en les liant à la section « Notes et références ».
Joseph Khoury, né le 1er novembre 1936 à Behwaita au Liban et mort le 16 novembre 2016 au Liban, est un évêque catholique de rite maronite, éparque émérite de l'éparchie Saint-Maron de Montréal depuis 2013.

## Biographie
Joseph Khoury est ordonné prêtre le 19 décembre 1964 après des études chez les jésuites à Saint-Maron de Ghazir, à l'Université grégorienne de Rome et à l'université pontificale urbanienne de Rome. Il devient un spécialiste de l'histoire de l'athéisme contemporain et obtient ensuite un doctorat en droit civil et canonique à l'université pontificale du Latran.
Il travaille à la rote romaine de 1969 à 1972 et il représente le Saint-Siège au Moyen-Orient dans la congrégation pour les Églises orientales de 1969 à 1993. Il est membre et de la Congrégation pour le Culte divin de 1975 à 1995 du conseil pontifical pour le dialogue interreligieux depuis 1976. Il enseigne à l'Institut pontifical Regina Mundi pendant vingt ans, de 1976 à 1996.
Il a également publié des ouvrages sur la philosophie islamique et sur le droit canon.
Le 29 avril 1993, il est nommé évêque titulaire de Chonochora (de) et évêque auxiliaire. Il est consacré évêque le 4 septembre de la même année par Mgr Nasrallah Boutros Sfeir et les évêques Roland Aboujaoudé (de) et Gabriel Toubia (de). 
Le 11 novembre 1996, Jean-Paul II le nomme évêque de l'éparchie maronite montréalaise.
À l'Assemblée des évêques du Québec, Mgr Khoury siège au sein du comité des rapports interculturels et dans la commission de droit canonique. 
Son épiscopat a vu l'érection de la nouvelle cathédrale. Sa construction a fait l'objet de problèmes de financement et Mgr Khoury est intervenu personnellement pour assurer l'achèvement du projet.  
Le 28 février 2005, il signe une lettre ouverte avec les sheikhs sunnites, shiites et druzes de Montréal pour s'opposer à la modification de la définition du mariage par le premier ministre Paul Martin. En octobre de la même année, il organise un Iftar avec la communauté musulmane de Montréal.
Il se retire le 10 janvier 2012, atteint par la limite d'âge et meurt le 17 novembre 2016[réf. nécessaire].

## Citations
- « Trouver du travail c’est une grâce. Procurer du travail c’est une responsabilité qui scelle l’union sociale et la paix dans le monde du travail. »
- « En pays d’immigration, l’évêque, pasteur des fidèles issus des Églises d'Orient, a pour tâche de faire "mûrir en tant que communion" la portion du Peuple de Dieu confiée à un évêque en pays d’émigration et cela, suivant trois dimensions de la communion. »